# Messier 92
Messier 92 (również M92 lub NGC 6341) – gromada kulista znajdująca się w gwiazdozbiorze Herkulesa, jedna z najjaśniejszych gromad kulistych na ziemskim niebie. Odkrył ją 27 grudnia 1777 roku Johann Elert Bode, 18 marca 1781 roku niezależnie odkryta i skatalogowana przez Charles’a Messiera razem z 8 obiektami Gromady galaktyk w Pannie (M84-M91). Jako gromada gwiazd M92 została sklasyfikowana przez Williama Herschela w 1783 roku.
M92 znajduje się w odległości ok. 26,7 tysiąca lat świetlnych i zbliża się z prędkością 112 km/s. Średnica gromady wynosi około 109 lat świetlnych. Na podstawie jej masy, przyjmując jako średnią gwiazdę o masie Słońca, liczba gwiazd szacowana jest na 330 tysięcy.
Znanych jest jedynie 16 gwiazd zmiennych należących do M92, 14 z nich należy do typu RR Lyrae. Zaobserwowano tylko jedną gwiazdę podwójną zaćmieniową należącą do gromady (typ W Ursae Majoris).
Messier 92 jest jedną z najstarszych i najmniej metalicznych gromad kulistych Drogi Mlecznej. Jej wiek był szacowany na 14,2 ± 1,2 mld lat, co nawet przy dolnej granicy zakresu błędu dawało 13,0 mld lat. Najnowsze oszacowania wskazują jednak, że wartość ta może być mniejsza i wynosić około 12,5 mld lat.

## Galeria

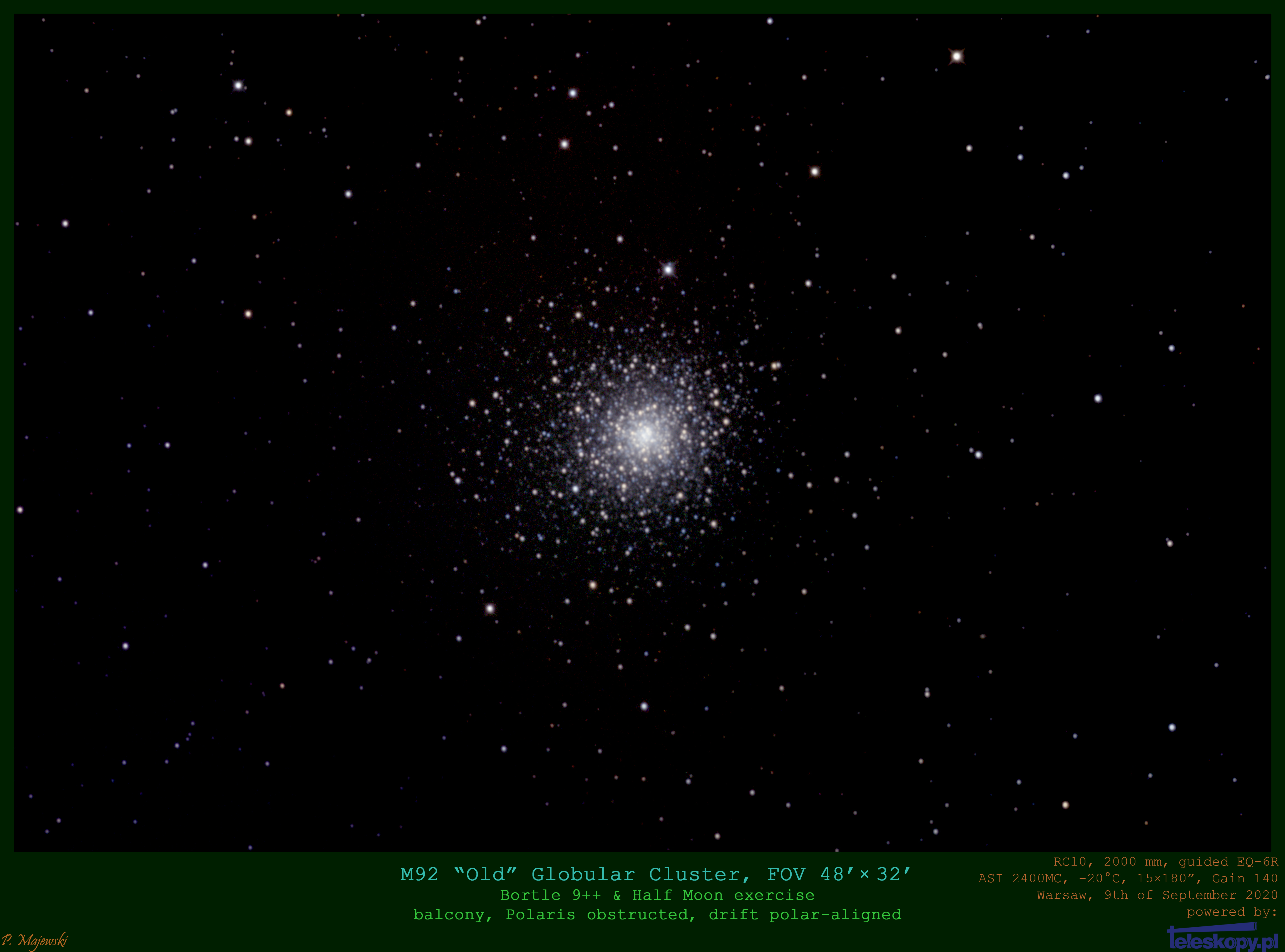
M92 w amatorskim ujęciu, przy 50% Księżyca w centrum Warszawy (Bortle 9) za pomocą 10" teleskopu RC i pełnoklatkową chłodzoną astrokamerą
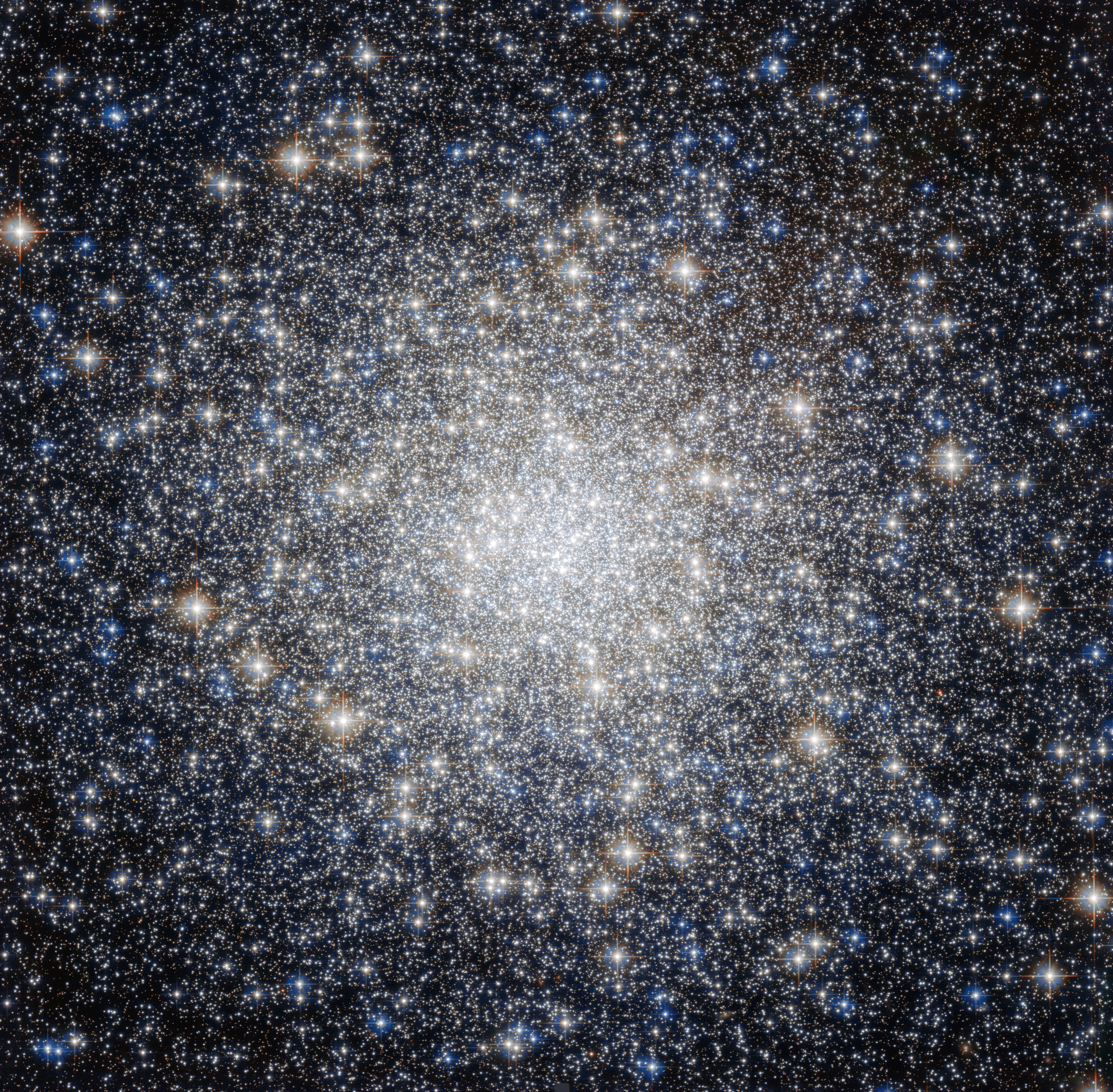
Zbliżenie jądra gromady na zdjęciu Kosmicznego Teleskop Hubble’a.